# 킹덤 언더 파이어 온라인: 아발란체
《킹덤 언더 파이어 온라인》은 대한민국의 드래곤플라이가 제작했던 멀티플레이어 온라인 배틀 아레나 온라인 게임이다.

## 개요
킹덤 언더 파이어 온라인은 PC기반의 전략 시뮬레이션 킹덤 언더 파이어를 원작으로 한 온라인 액션 AOS 게임이다. 2000년 발매한 PC판 킹덤 언더 파이어가 원작이지만 게임 배경 및 캐릭터는 XBOX360으로 발매한 킹덤 언더 파이어 : 서클 오브 둠을 기반으로 하고 있다. 원래 킹덤 언더 파이어 : 서클 오브 둠의 온라인화 시키는게 개발 방향이었다. 하지만 액션 RPG에서 AOS 장르가 추가되어 개발 방향이 조금 바뀌었다. 개발사는 드래곤플라이고, 퍼블리셔는 피망이다.이후 제목이 에이지 오브 스톰(Age of storm, 이하 AOS)으로 변경되었고 2014년 7월 22일에 서비스 종료되었다. 